# Patatesli musakka
Patatesli musakka (turc) o Musakka amb patates és una versió de la "musakka" de la cuina turca. (La musakka és diferent a la mussaca grega.) Patatesli musakka es fa amb albergínies, carn picada de vedella i patates com ingredients bàsics. Tant les patates com les albergínies (totes tallades en lamines) són primerament fregides. La carn és saltada, junt amb cebes, all i pebrots verds, amb oli d'oliva. Després tot això, carn i verdures, una mica de sal, salça (diluïda amb aigua) i espècies es cuina un quart d'hora dins d'una safata, normalment al forn. Per a servir es decora amb fulles de julivert picades. Aquest plat s'acompanya amb pilav (arròs pilaf turc) d'arròs.
De vegades aquest plat també s'anomena Patatesli patlıcan oturtma a Turquia.